# Gigogneglas
Gigogneglas ((fr)  verre Gigogne) is een drinkglas dat sinds 1946 wordt geproduceerd door de glasfabrikant Duralex, een voormalig dochteronderneming van de Saint-Gobain groep, in La Chapelle-Saint-Mesmin.

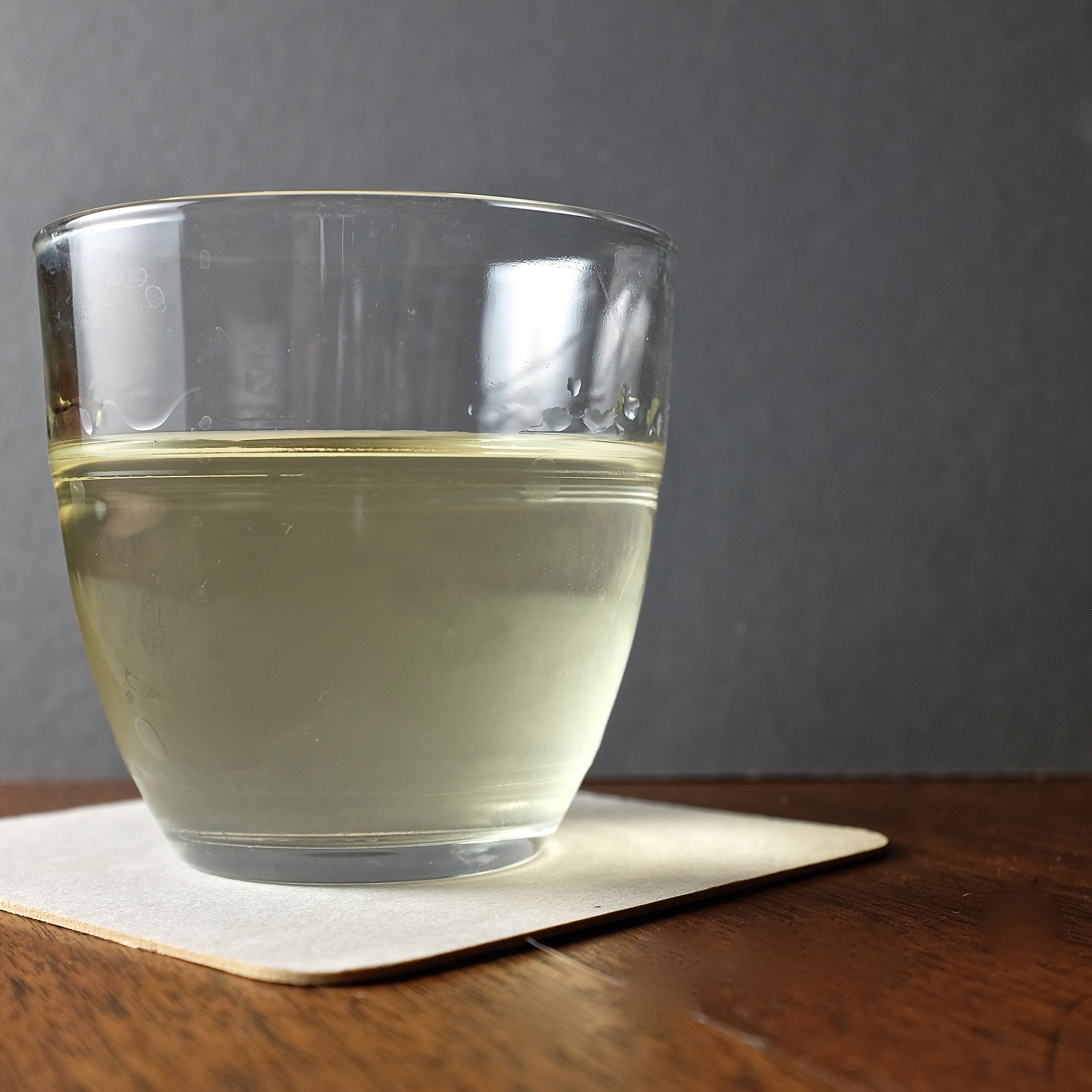
Gigogneglas

Het gigogneglas is net als het picardieglas, een designklassieker. Het werd onderdeel van de collectie van het Museum voor Decoratieve Kunsten in Parijs en wordt verkocht in het Museum of Modern Art in New York.
Het glas is gemakkelijk stapelbaar en heeft een hoge schokbestendigheid door een speciaal productieproces bij hoge temperatuur. In de bodem zit een logo en nummer van de gebruikte mal verwerkt. De inhoud is standaard 22 centiliter, maar er zijn er ook met 16 en 36 centiliter inhoud gemaakt. Er bestaan theeglazen, kommen en saladeschalen varianten van dit drinkglas.